# 1494 Саво
1494 Саво (1494 Savo) — астероїд головного поясу, відкритий 16 вересня 1938 року.
Тіссеранів параметр щодо Юпітера — 3,661.
Названо на честь історичної провінції у Фінляндії Саво фін. Savo.